# Sepaicutea fisheri
Sepaicutea fisheri là một loài bọ cánh cứng trong họ Cerambycidae.